# 美希迪·波路治
美希迪·波路治（Mehdi Ballouchy，1983年4月4日—）一般称作波路治，生于達爾貝達，摩洛哥职业足球运动员，现效力于美國職業足球大聯盟球会科羅拉多急流。